# Tarpenringgraben
Der Tarpenringgraben ist ein Fließgewässer in Hamburg-Langenhorn. Er verläuft südlich des Tarpenrings.
Großräumig gesehen gehört er zum Einzugsgebiet der Alster. Das nächstgelegene Gewässer im Einzugsgebiet der Alster ist die Tarpenbek, nach welcher die namensgebende Straße Tarpenring benannt ist.